# Tabanus ilchanii
Tabanus ilchanii är en tvåvingeart som beskrevs av Jezek 1981. Tabanus ilchanii ingår i släktet Tabanus och familjen bromsar.
Artens utbredningsområde är Iran. Inga underarter finns listade i Catalogue of Life.